# Psalm 84

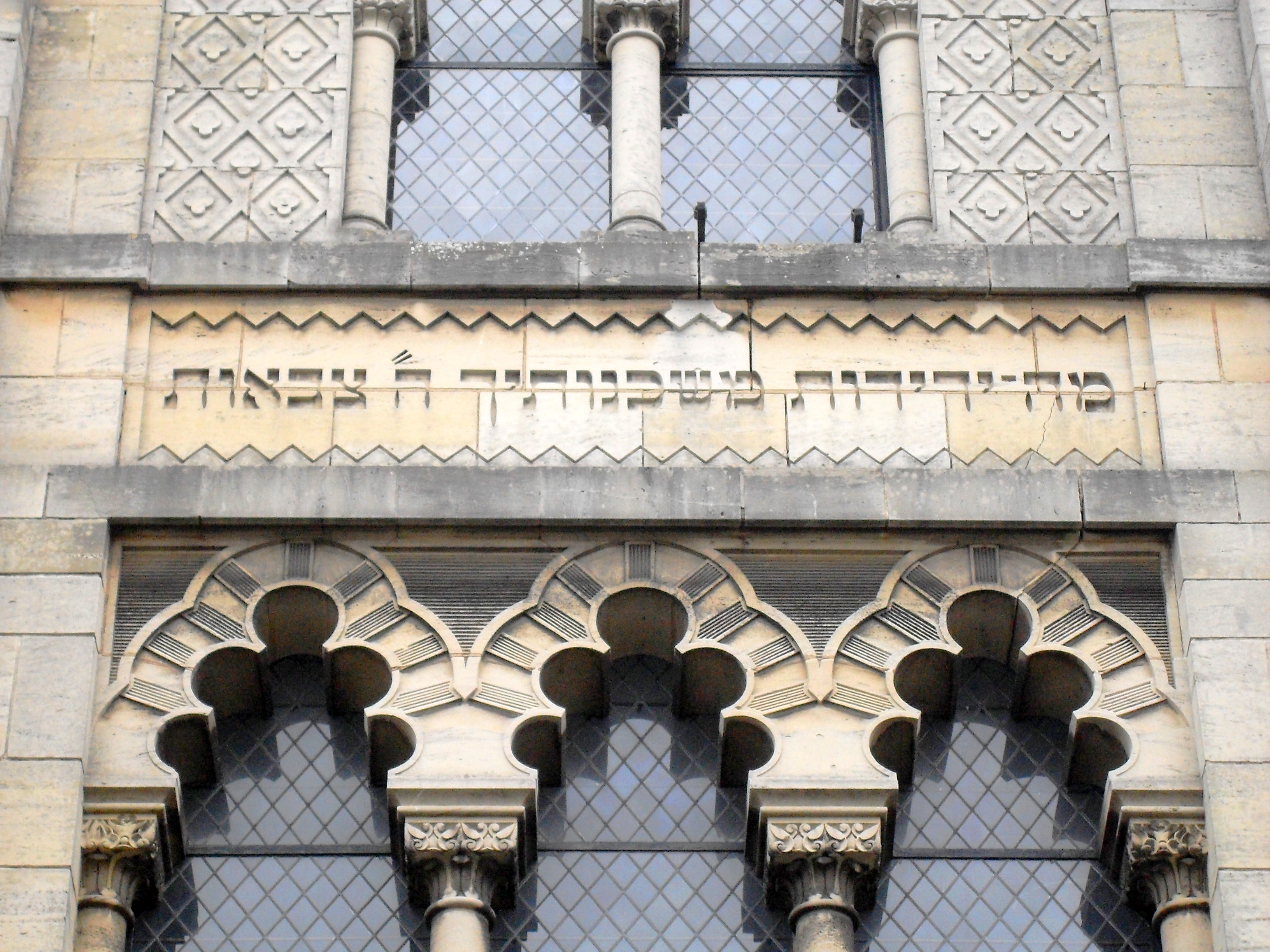
Synagoge (Châlons-en-Champagne), an der Fassade auf Hebräisch ein Vers aus Psalm 84: „Wie liebenswert ist deine Wohnung, du HERR der Heerscharen!“

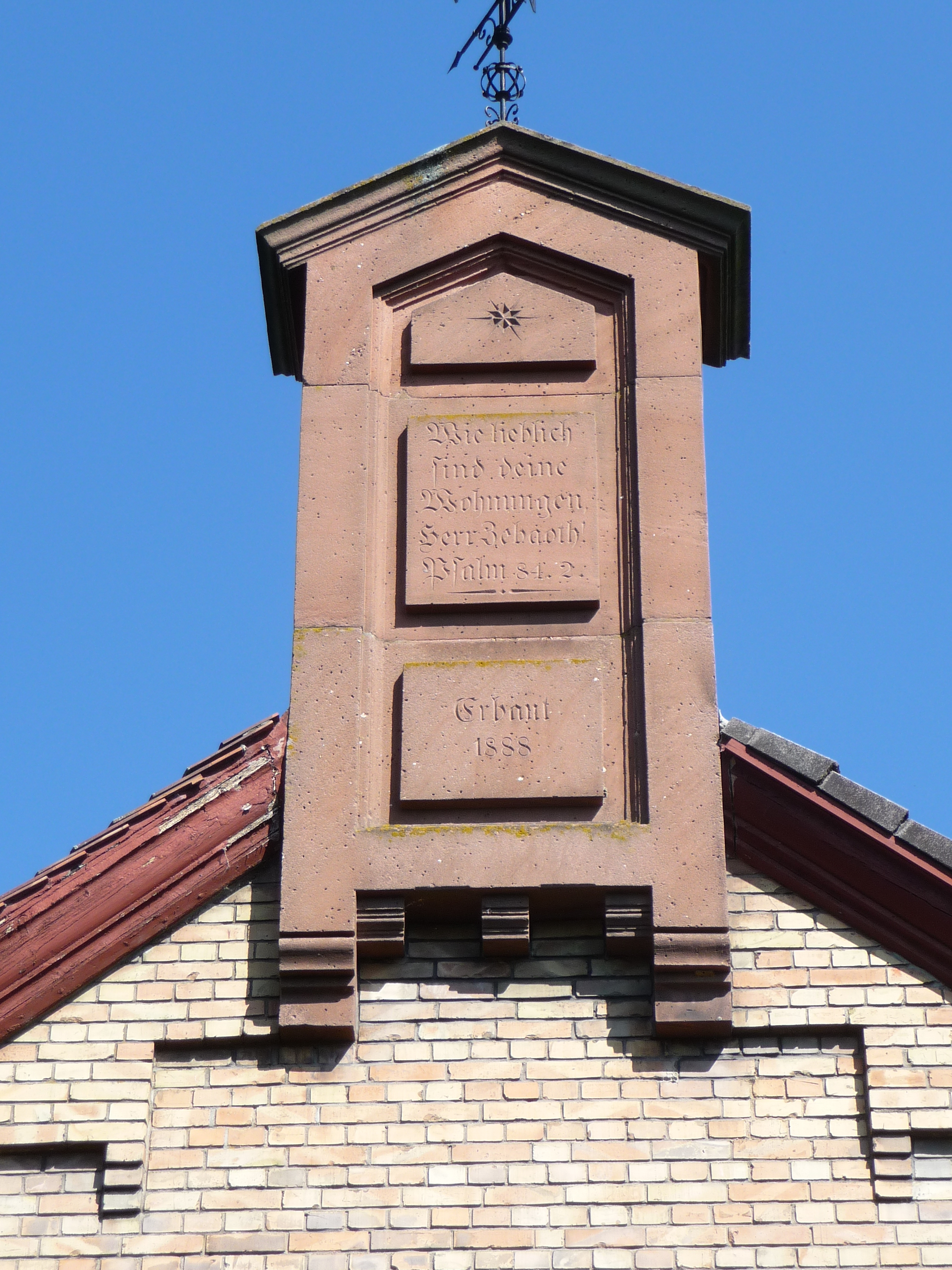
Derselbe Vers wird über der Mennonitenkirche auf dem Kohlhof (Limburgerhof) zitiert.

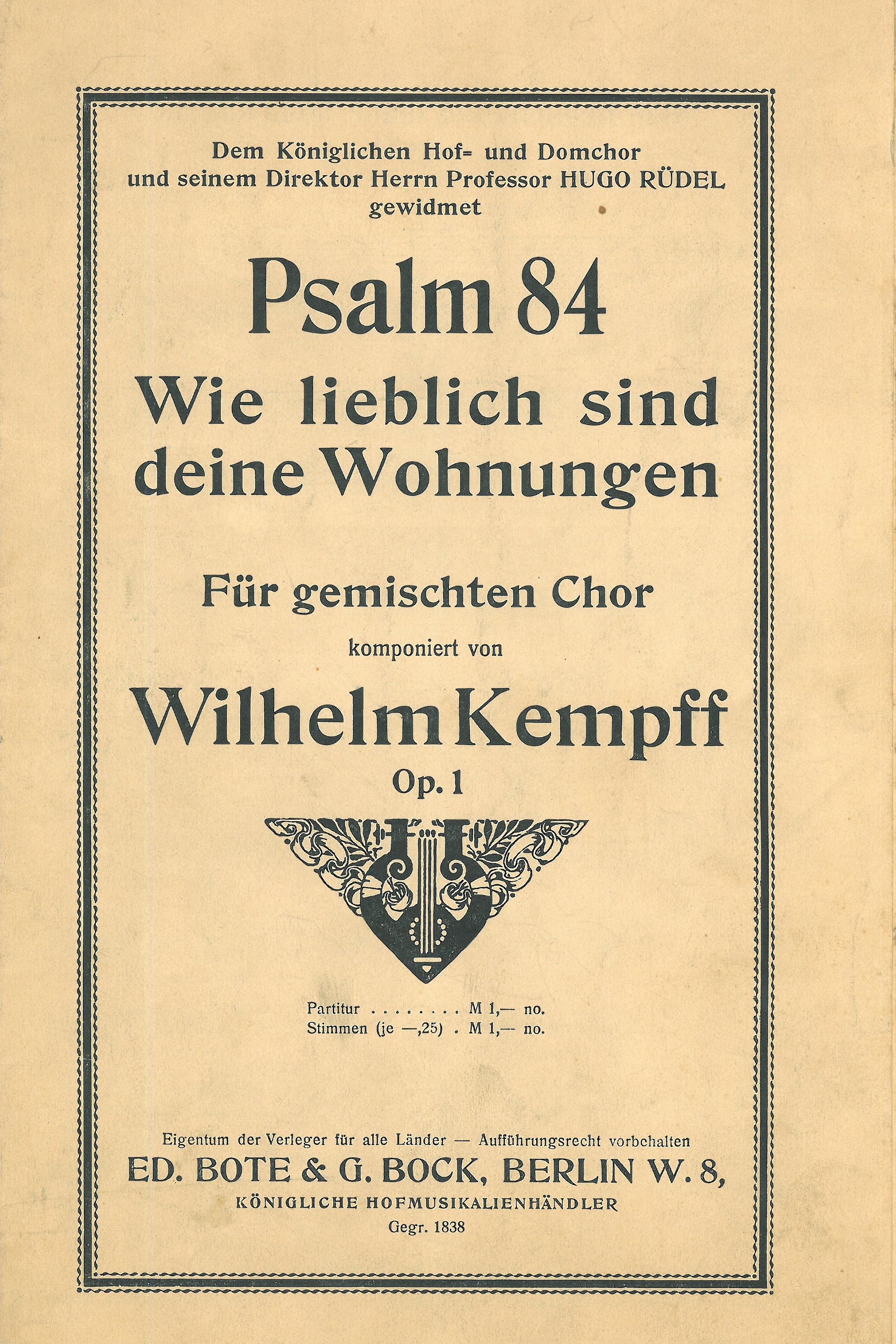
Beispiel einer Vertonung

Der 84. Psalm (nach griechischer Zählung der 83.) ist ein Psalm Korachs und ist in die Reihe der Hymnen oder genauer der Zionslieder einzuordnen.

## Gattung
Hermann Gunkel ordnet den Psalm in die Reihe der Zionslieder ein. Zionslieder sind von der Art her eine Hymne, die neben Gott besonders auch sein Heiligtum preist und sofort mit diesem Lobpreis einsetzen – ohne Einleitungsworte. Statt einer Einleitung findet sich in diesem Psalm eine rhetorische Frage aus dem Hauptstück der Hymne. Außerdem ist häufig, wie in Vers 12, JHWH das Subjekt.

## Gliederung
Der Psalm lässt sich folgendermaßen gliedern:
- Vers 1: Überschrift
- Vers 2–4: Lobpreis dem Zion
- Vers 5–8: Segnung
- Vers 9–10: Bitte
- Vers 11: Bekenntnis
- Vers 12f.: Lobpreis dem JHWH

## Verwendung
Vertonungen des deutschen Textes „Wie lieblich sind deine Wohnungen“ stammen u. a. von Heinrich Schütz (Psalmen Davids, 1619, SWV 29), Johann Hermann Schein, Johann Rosenmüller, Georg Philipp Telemann (Eingangschor aus der Kantate zum 1. Sonntag nach Epiphanias TVWV 1:1628/1, 1744), Christoph Stoltzenberg, Friedrich Kiel, Gustav Adolf Merkel und Josef Rheinberger (op. 35, 1865). Johannes Brahms verwendete die Verse zwei, drei und fünf in dem vierten Satz Wie lieblich sind deine Wohnungen, Herr Zebaoth seines Deutschen Requiems (op. 45, 1868).
Matthias Jorissen hat 1798 den Psalm für den Genfer Psalter nachgedichtet: Wie lieblich schön, Herr Zebaoth, ist deine Wohnung, o mein Gott (EG 282).
Eine Vertonung des lateinischen Textes schuf Alexandre Guilmant 1857 in seinem Quam dilecta op.8, für Chor und Orchester oder Chor und Orgel.